# Via del Campo/Bocca di rosa
Via del Campo/Bocca di rosa è il 12º singolo discografico di Fabrizio De André, pubblicato nel 1967 dalla Bluebell Records.

## Produzione
Gli arrangiamenti sono curati dal Maestro Gian Piero Reverberi. Rispetto alle versioni su album, Via del Campo ha un missaggio diverso, con la chitarra più marcata, e Bocca di Rosa presenta un testo censurato.
Nel 1970 il disco è stato ristampato dalla Produttori Associati, con diverso numero di catalogo (PA 3187).
Entrambi i brani vennero poi inseriti lo stesso anno nell'album Vol. 1º in versioni leggermente diverse.

## Tracce
Lato A
1. Via del Campo – 2:30 (testo: Fabrizio De André – musica: Enzo Jannacci; edizioni musicali Telstar)

Lato B
1. Bocca di rosa – 3:05 (testo: Fabrizio De André – musica: Fabrizio De André, Gian Piero Reverberi; edizioni musicali Telstar)